# Megastigmus mariannensis
Megastigmus mariannensis är en stekelart som beskrevs av David Timmins Fullaway 1946. 
Megastigmus mariannensis ingår i släktet Megastigmus och familjen gallglanssteklar. Artens utbredningsområde är Guam. Inga underarter finns listade i Catalogue of Life.